# Nibelungenmuseum Worms

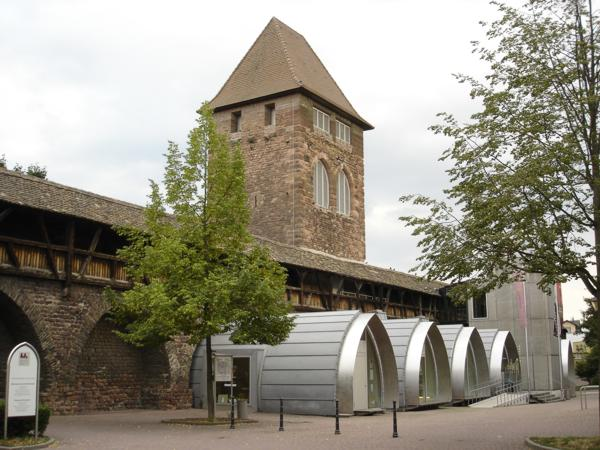
Nibelungenmuseum an der Wormser Stadtmauer

Das Nibelungenmuseum Worms war der Nibelungensage gewidmet. Das 2001 eröffnete Museum in der Stadt Worms integrierte einen Abschnitt der historischen Stadtmauer sowie zwei Türme aus dem 12. Jahrhundert. Die audiovisuelle Dauerausstellung beleuchtete den mythischen Charakter der Nibelungensage. Daneben fanden in den Räumlichkeiten kulturelle Veranstaltungen sowie Vorträge und Fachtagungen statt. 2024 musste das Museum wegen baulich-technischer Mängel geschlossen werden.

## Geschichte des Museums

### Vorgeschichte und Planung
In der Stadt Worms sowie deren Umgebung spielt ein Großteil der Szenen des Nibelungenliedes. Die Stadt spielt daher auch in der Rezeption des Nibelungenliedes seit Jahrhunderten eine besondere Rolle.
Langjährige Überlegungen, die Bedeutung der Stadt Worms als wichtigsten Handlungsort der Sage durch einen Museumsneubau zu würdigen, führten im Juni 1996 zu einem von der Stadt in Auftrag gegebenen Wettbewerbsgutachten. Dabei bot sich für das Projekt der gut erhaltene Abschnitt der mittelalterlichen Wehranlage aufgrund seiner Authentizität und der günstigen Lage zwischen dem Wormser Dom und der Rheinpromenade mit dem Hagendenkmal an.
Die Entscheidung des Stadtrates fiel im Februar 1997 für das Konzept der Pariser Agentur Auber + Huge & associés (A+H), der Planungsauftrag wurde im Juli 1997 erteilt.

### Realisierung
Einem Baubeginn des mit 4,5 Millionen Euro Gesamtkosten bezifferten Museums stand nach archäologischen Ausgrabungen im Aushubbereich Anfang 1999 zunächst nichts mehr im Wege. Das Projekt sah sich jedoch zwischenzeitlich zunehmender Kritik von Teilen der Wormser Öffentlichkeit ausgesetzt, die sich in einer monatelangen polarisierenden Debatte in den Lokalmedien niederschlug.
Eine Bürgerinitiative führte mittels eines erfolgreichen Bürgerbegehrens einen Baustopp herbei. Im anschließenden Bürgerentscheid am 12. September 1999 verneinte zwar eine Mehrheit der Abstimmenden die Frage „Wollen Sie, dass in Worms ein Nibelungenmuseum an der Stadtmauer gebaut wird, für das öffentliche Mittel in vielfacher Millionenhöhe eingesetzt werden, die damit für andere, sinnvolle Projekte nicht mehr zur Verfügung stehen?“. Mit 22 % verfehlte die Beteiligung jedoch das in Rheinland-Pfalz erforderliche Quorum.
Daher konnten die Arbeiten mit dem ersten Spatenstich am 18. November 1999 begonnen werden. Nach knapp zweijähriger Bauzeit fand die Eröffnung des Wormser Nibelungenmuseums am 18. August 2001 statt.

## Das Gesamtkonzept
Da es sich bei der Nibelungensage um ein mythisches, nicht historisches Motiv handelt, sind Originalexponate äußerst rar, eine Handschrift des Nibelungenliedes hätte schwerlich ein Museum füllen können. Zudem hätte der streckenweise problematischen Rezeptions- und Wirkungsgeschichte zwar durch eine distanzierte Kommentierung begegnet werden können, jedoch entsprach es nicht der Absicht der Initiatoren, die bestehende Distanz weiter zu vergrößern.
Das Konzept des Medienkünstlers Olivier Auber und des Architekten Bernd Hoge bot den Besuchern daher Einblicke in die mittelalterliche Sage mittels einer „phantastisch-fiktionalen“ Darstellung, die im Kontrast zu den alten Gemäuern der Wehranlage stand.

„Ein Mythos ist ein ganzheitliches Phänomen. Keine einzelne, äußere Perspektive könnte ihn jemals objektiv beschreiben. [Deshalb ist das Nibelungenmuseum] kein traditionelles wissenschaftliches Museum, sondern eine künstlerische Schöpfung. Es liefert einen Überblick über [die über die Jahrhunderte entstandenen Interpretationen] und fügt ihnen eine weitere hinzu.“

Durch weite Teile des Museums wurde der Besucher von Tonaufnahmen auf einem tragbaren Audiosystem geführt. Als fiktiver Erzähler trat der unbekannte Dichter des Nibelungenlieds auf.

„Wenn der Autor unter die Lebenden zurückgekehrt war, dann deshalb, um seinen Text zu rehabilitieren, sein unverstandenes, entfremdetes […] Werk. […] Möge es dem Dichter, in seinem eigenen Haus, gelingen, Sie mit dem Lied und mit seiner Vorstellungswelt zu versöhnen!“

In deutscher Sprache verlieh ihm hierfür der Schauspieler Mario Adorf die Stimme, in französischer Sprache Marc-Henri Boisse, in englischer Sprache David Stanley.

## Die Themenräume
Das ursprüngliche Raumkonzept umfasste drei Themenräume: Sehturm, Hörturm und Schatzraum. Der unterirdische Schatzraum wurde im Sommer 2007 aus technischen Gründen geschlossen. In diesem Raum bestand seit Mitte 2008 ein „Mythenlabor“, in dem die Besucher noch einmal den Rundgang durch das Museum rekapitulieren konnten. Vor allem Besucher, denen es aus gesundheitlichen Gründen nicht möglich war, die Audioführung durch die hohen Türme mitzumachen, konnten hier – da das Mythenlabor barrierefrei erreichbar war – die gesamte Führung von Monitoren aus miterleben und nachvollziehen. Mit crossmedialer Technik und einer Großleinwand bot der Raum auch für Gruppen museumspädagogische Möglichkeiten.

### Der Sehturm
Im „Sehturm“ wurde das literarische Werk in seinen Grundzügen und historischen Rahmenbedingungen nachgezeichnet. Zugleich wurde die Mythifizierung des Werkes in der Rezeptionsgeschichte bis hin zur Verklärung zum „Nationalmythos“ aufgezeigt. Der Erzähler half dabei, „die unsichtbaren Fäden zu erfassen, die sich über die Jahrhunderte hinweg miteinander verknüpften“.
Der Sehturm befand sich in einem der mittelalterlichen Wehrtürme. Er wurde von einer 12 Meter hohen frei pendelnden Eisenspindel dominiert, um die eine Wendeltreppe führte. Die goldglänzende Spindel, auf deren Rippen 1200 leuchtende Bilder befestigt waren, symbolisierten das „Rütelin“, den Talisman aus dem Nibelungenschatz. Unter den Bildern befanden sich über tausend Darstellungen von Gemälden, Stichen, Propagandaplakaten und Operninszenierungen, die – von den Nibelungen inspiriert – einen Teil des Mythos transportieren.

### Der Hörturm
Der „Hörturm“ war als „Schreibstube des Erzählers“ angelegt. Die Besucher konnten dort auf einer Reihe von „Hörsesseln“ Passagen des Originalliedes anhören, die auf mittelhochdeutsch gesprochen und simultan übersetzt wurden. Zugleich erfuhr der Besucher mehr über die zeitgenössische Alltags- und Hochkultur, die den Autor des Nibelungenlieds beeinflusst haben.
Als Illustration der Textpassagen kehrten hier auch einige der Bilder, denen der Besucher bereits im Sehturm begegnen konnte, wieder und wurden nunmehr eingehender erläutert.

### Das Mythenlabor
Das in einem unterirdischen Raum untergebrachte „Mythenlabor“ gab dem Besucher des Museums nach dem etwa zweistündigen Rundgang die Möglichkeit der Reflexion. Der gesamte Text des Sprechers, des anonymen Dichters, konnte an dieser Stelle noch einmal abgerufen werden und der im Sehturm untergebrachte Rütelin, das 17,5 m hohe Bildzeptar, war noch einmal graphisch dargestellt und ließ sich nun auch nach Belieben drehen und wenden. Für Schulklassen bot eine Internetsuchfunktion die Möglichkeit, gleich an Ort und Stelle Recherchen für Referate oder dergleichen anzustellen, und unter dem Motto: „Es müssen ja nicht immer die Nibelungen sein“, ließen sich im Mythenlabor zahlreiche Flashfilme und Kurzdokumentationen abrufen. Diese befassten sich mit den Themen Worms, Moderne Sagen, klassische Mythen (siehe Mythos) und das Nibelungenlied. Über den „Masterterminal“ und einem an der Decke angebrachten Beamer konnten Referenten, zusätzlich zu den oben genannten Funktionen, eigene Inhalte einfügen und präsentieren.
Das „Mythenlabor“ wurde auch für wechselnde Sonderpräsentationen genutzt.

## Internationales Echo
Bereits vor der Museumseröffnung wurde der „virtuelle Schatz“ auf Einladung des Goethe-Institutes auf zwei Symposien im Dezember 2000 in Paris sowie im April 2001 in Boston präsentiert und fand ein internationales Medienecho in Frankreich, Kanada, den Vereinigten Staaten und Japan:

“A high-tech, cutting-edge interpretation of the Nibelungen myth…”

« Au-delà de la performance technique qui sait se faire oublier, les auteurs ont réussi une œuvre d'une grande poésie… »

« Sitôt que l'on y entre, en sentira son rhythme, sa joie ou ses tourments. »

Auch die Eröffnung des Museums wurde von zahlreichen überregionalen Medien positiv aufgenommen:

„Im neuen Nibelungen-Museum zu Worms wird die nebulöse Sage sichtbar gemacht. Aus tausenden Bildern, Texten und Tönen ergibt sich ein phantastisches Bild des mittelalterlichen Heldenepos.“

„… eine Einlassung, die aller Beachtung wert ist.“

„Das Nibelungen-Museum in Worms lässt ein deutsches Stück Weltliteratur virtuell wieder aufleben.“

## Projektgruppe
- Olivier Auber (A+H): inhaltliche Planung, Museum & Schatz
- Bernd Hoge (A+H): Architektur & Ausstellung
- Thierry Fournier: Musik, Klangkomposition und Echtzeitprogramm (Ton)
- Emmanuel Mâa Berriet: Echtzeit-VR Programm (Bild)
- Joachim Heinzle und Olivier Auber: Text des Erzählers
- Ursula Kraft: Bildkomposition 'Rütelin'
- Susanne Wernsing: Ikonografie und Themenrecherche

## Die Kontroverse über den Schatz
Bis 2007 befand sich im heutigen „Mythenlabor“ des Museums ein virtueller „Schatzraum“, eine in Echtzeit berechnete Bildprojektion des Nibelungenschatzes und der Stadt Worms mit ihren Gebäuden und Denkmälern. Im darunterliegenden „Weltengrund“ wurden laufend neue Bilder und Klänge freigesetzt. Die Bilder und Strukturen, aus denen sich der „Weltengrund“ zusammensetzt, gehen auf Olivier Aubers Idee des Poietic Generator zurück. Die Installation wurde von der Museumsverwaltung entfernt, ohne den Künstler zu informieren.

## Schließung
Ende März 2024 musste das Museum wegen baulicher Mängel im Zusammenhang mit dem Brandschutz bis auf Weiteres geschlossen werden. Da für die erforderlichen Sanierungsmaßnahmen keine Haushaltsmittel zur Verfügung stehen, steht inzwischen fest, „dass das Nibelungenmuseum nach dem Stadtratsbeschluss am 20. November 2024 aus baulich-technischen Gründen dauerhaft geschlossen bleibt“. Ein Konzept, Teile der Nibelungen-Inhalte künftig im Museum der Stadt Worms zu präsentieren, ist in Arbeit (Stand 2024).